# Nacina Ves
Nacina Ves és un poble i municipi d'Eslovàquia. Es troba a la regió de Košice, a l'est del país.

## Història
La primera referència escrita de la vila data del 1254.

## Demografia
| Godina             | 1994 | 2004   | 2014   | 2024   |
| ------------------ | ---- | ------ | ------ | ------ |
| Nombre de persones | 1649 | 1736   | 1776   | 1841   |
| Diferència         |      | +5,27% | +2,30% | +3,65% |

| Godina             | 2023 | 2024   |
| ------------------ | ---- | ------ |
| Nombre de persones | 1834 | 1841   |
| Diferència         |      | +0,38% |